# Adele af Frankrig
Adele af Frankrig (eller Adèle, født i 1009, død 8. januar 1079 i Messines i Flandern) var en fransk prinsesse, grevinde af Corbie og helgen med navnet Adela af Messines, hertuginde af Normandiet og grevinde af Flandern. Adèles betydelige indflydelse skyldtes i høj grad hendes familieforbindelser. 

## Liv og virke

### Baggrund
Adelas fader var kapetingerkongen Robert II af Frankrig (Robert den fromme), som regerede landet fra 996 til 1031,. Hendes broder var kong Henrik I (regerede 1031–1060).
Ligesom alle de efterlevende børn af kong Robert kom hun fra hans tredje ægteskab, med Constance af Arles.

### Ægteskab
Hun blev gift i 1027 med hertug Richard III af Normandiet og efter Rikards død lidt senere samme år i 1028 i Paris med greve Balduin V af Flandern, og blev mor til Robert I af Flandern.

### Indflydelse
Adela fik ved sit giftemål forleningen Corbie af sin fader og titlen grevinde af Corbie, hvilket hun beholdt frem til, at Corbie i 1074 blev taget tilbage af den franske krone. Hun udøvede indflydelse på ægtefællens kirkelige politik og menes at have medvirket til indførelsen af kollegiale forsamlinger, det vil sige civile klostre uden klosterløfter; hun medvirkede til grundlæggelsen af sådanne i Aire (1049), Lille (1050) og Harelbeke (1064), samt også traditionelle klostre i Messines (1057) og Ename (1063). 
Ægtefællen var sammen med hendes svigerinde Anna af Kiev Frankrigs regent 1060-67. 

### Nonne
Ved ægtefællens død i 1067 rejste hun til Rom, hvor hun aflagde løfter som nonne for paven, og hun levede senere i benediktinerindernes kloster i Messines, nær Ypern. 
Hun sendte i 1071 en bøn om hjælp fra Frankrig for sin sønnesøn, da Flandern blev angrebet af hendes anden søn.